# Coelidia artemisiae
Coelidia artemisiae är en insektsart som beskrevs av Becker 1865. Coelidia artemisiae ingår i släktet Coelidia och familjen dvärgstritar. Inga underarter finns listade i Catalogue of Life.